# Trybunał inkwizycji w Zadarze
Trybunał inkwizycji w Zadarze – sąd inkwizycyjny, mający swą siedzibę w Zadarze, w należącej do Republiki Weneckiej Dalmacji (obecnie Chorwacja). Był częścią struktur inkwizycji rzymskiej i był kierowany przez dominikanów. Działał w latach 1578–1807.

## Historia
Dalmacja, na początku wieku XV podbita przez Republikę Wenecką, od 1298 podlegała jurysdykcji franciszkańskich inkwizytorów z prowincji Slawonii (Dalmacji). Władze zakonu franciszkanów mianowały dalmackich inkwizytorów jeszcze w stuleciu XVI, a ich główną kwaterą był Split. Jednakże po utworzeniu w 1542 Kongregacji Rzymskiej i Powszechnej Inkwizycji, jako centralnego organu kierującego działalnością inkwizycji w państwach włoskich, franciszkanie byli stopniowo eliminowani z działalności inkwizytorskiej na rzecz dominikanów, np. w Umbrii (1551), Wenecji (1560), Ankonie (1566), Romanii (1567) oraz Weronie i Vicenzy (1569). Podobna sytuacja miała też miejsce w Dalmacji.
W 1578 utworzono trybunał inkwizycyjny w Zadarze, kierowany przez dominikanina Nicola da Zara. Dominikański trybunał początkowo współistniał z inkwizycją franciszkańską, ale trwało to krótko. Ostatni inkwizytor franciszkański, Giovanni Doroseo, został wygnany z Szybeniku w 1590. Od końca XVI wieku dominikański inkwizytor Zadaru miał jurysdykcję nad całą Dalmacją i był tytułowany jako generalny inkwizytor Dalmacji. W wewnątrzzakonnej klasyfikacji trybunałów inkwizycyjnych dalmacki trybunał zaliczany był do najniższej, trzeciej klasy.
Dwóch inkwizytorów zadarskich zostało biskupami. W 1709 Franjo Parčić został biskupem Kotoru, a w 1789 inkwizytor Giacinto Pellegrini da Zara został mianowany biskupem diecezji Veglia.
W 1797 wskutek inwazji rewolucyjnej Francji na północy Włoch oraz wspieranych przez nią rebelii Republika Wenecka przestała istnieć. Nie miało to jednak bezpośrednich konsekwencji dla trybunału zadarskiego, gdyż po pokoju w Campo Formio w październiku 1797 Dalmacja znalazła się w granicach Austrii i dopiero w 1805 została zajęta przez Francuzów. 8 stycznia 1807 władze francuskie zlikwidowały konwent dominikanów w Zadarze, a wraz z nim trybunał inkwizycyjny. Ostatni inkwizytor Zadaru, Ivan Antun Marija Cebalo, zmarł w 1814.

## Organizacja
Siedziba trybunału znajdowała się w dominikańskim konwencie S. Domenico w Zadarze, należącym do dalmackiej prowincji tego zakonu. Inkwizytor Zadaru tytułowany był jako generalny inkwizytor Dalmacji, gdyż oprócz archidiecezji Zadaru podlegało mu także dwanaście pozostałych diecezji tego regionu, w których reprezentowany był przez swoich wikariuszy, tj.:
- Rab
- Osor
- Veglia
- Split
- Makarska
- Nin
- Hvar
- Skradin
- Šibenik
- Trogir
- Cattaro
- Curzola (Korčula)
- Budva

## Zasoby archiwalne
Oryginalne archiwum trybunału w Zadarze nie zachowało się. Najprawdopodobniej zostało zniszczone po zniesieniu trybunału na początku XIX wieku. Jedynym zbiorem dokumentacyjnym, pozwalającym na częściowe odtworzenie działalności inkwizytorów Zadaru, jest ich korespondencja z rzymską Kongregacją Świętego Oficjum, przechowywana w watykańskim Archiwum Kongregacji Nauki Wiary, obejmująca jednak jedynie lata 1701–1793.

## Inkwizytorzy Zadaru (1578–1807)
- Nicola da Zara OP (1578–1589)[10]
- Luca Pallavicino OP (1589–1601)[10]
- Cornelio Nassi da Zara OP (1601–1644?)[10]
- Domenico Soppe OP (1644–1661)[10]
- Cornelio Uticense da Zara OP (1661–1663)[10]
- Vittorio Maria Morea da Zara OP (1663–1671)[10]
- Giacinto Paladini da Pago OP (1671–1685)[10]
- Feliks Posedarski OP (1685–1690)[10]
- Jacint Carić OP (1690–1691)[10]
- Franjo Parčić OP (1691–1709)[10][7]
- Domenico Scuttari da Zara OP (1709–1715)[10]
- Ivan Dominik Mirković OP (1715)[10]
- Giovanni Foresti da Zara OP (1716–1752)[10]
- Francesco Maria Bianchi OP (1752–1753)[10]
- Pio Clemente Morelli da Cattaro OP (1753–1776)[10]
- Francesco Faini da Zara OP (1776–1782)[10]
- Giacinto Pellegrini da Zara OP (1783–1789)[10][7]
- Ivan Antun Marija Cebalo OP (1790–1807?, zm. 1814)[10]